# Monika Hojnisz-Staręga
Monika Hojnisz-Staręga, née le 27 août 1991 à Chorzów (Pologne), est une biathlète polonaise. Elle est notamment médaillée de bronze aux Championnats du monde 2013 à la mass-start.

## Biographie
Elle démarre en équipe nationale en 2007 puis en Coupe du monde en décembre 2010 à Östersund, puis marque ses premiers points lors de sa deuxième course, à Hochfilzen (32e). Chez les juniors, elle connaît plusieurs succès, remportant trois médailles aux Championnats du monde de la catégorie entre 2010 et 2012. Au niveau sénior, elle rencontre ses premiers succès aux Championnats du monde de biathlon d'été en 2011 à Nové Město, où elle décroche la médaille d'or sur la poursuite après le bronze sur le sprint.
Aux Championnats du monde 2013 à Nové Město na Moravě, alors qu'elle a obtenu qu'un top vingt dans l'élite il y a un mois à Oberhof (19e), Monika Hojnisz remporte la médaille de bronze de la mass-start (départ en masse), son premier podium sur le circuit de la coupe du monde. Juste après les mondiaux elle participe aux Championnats d'Europe 2013 à Bansko où elle est médaillée sur les trois courses qu'elle dispute, remportant un titre européen, celui de la poursuite. 
En 2014, elle participe aux Jeux olympiques de Sotchi où son meilleur résultat est une cinquième place acquise sur la mass-start.
Lors des hivers 2014-2015 et 2015-2016, elle est proche du podium à deux reprises : elle termine respectivement cinquième à Holmenkollen et quatrième à Canmore.
Aux Jeux olympiques d'hiver de 2018, elle signe un nouveau top dix sur l'individuel en prenant la sixième place.
Durant la saison 2018-2019, elle monte sur son deuxième podium en Coupe du monde avec une deuxième place sur l'individuel de Pokljuka, derrière Yuliia Dzhima, un résultat contribuant à établir son meilleur classement général final de Coupe du monde (dixième). En 2019, elle se marie avec le meilleur fondeur polonais Maciej Staręga et porte désormais le nom Hojnisz-Staręga.
Aux Championnats d'Europe 2021 à Duszniki-Zdrój en Pologne, Hojnisz ne participe qu'à l'épreuve de l'individuel qu'elle remporte avec un 19/20 devant l'Ukrainienne Anastasiya Merkushyna et la Russe Larisa Kuklina.
Sa sœur Patrycja est également biathlète.

## Palmarès

### Jeux olympiques
| Édition / Épreuve | Individuel | Sprint | Poursuite | Mass start | Relais | Relais mixte |
| ----------------- | ---------- | ------ | --------- | ---------- | ------ | ------------ |
| Sotchi 2014       | 12e        | 21e    | 19e       | 5e         | 10e    | —            |
| Pyeongchang 2018  | 6e         | 45e    | 43e       | 15e        | 7e     | —            |
| Pékin 2022        | 20e        | 16e    | 9e        | 27e        | 14e    | —            |

Légende :
- — : non disputée par Hojnisz

### Championnats du monde
| Édition / Épreuve       | Individuel | Sprint | Poursuite | Mass start                | Relais | Relais mixte | Relais mixte simple              |
| ----------------------- | ---------- | ------ | --------- | ------------------------- | ------ | ------------ | -------------------------------- |
| Khanty-Mansiïsk 2011    | 59e        | 68e    | —         | —                         | 9e     | —            | Épreuve inexistante à cette date |
| Nové Město 2013         | —          | 24e    | 13e       | Médaille de bronze, monde | 9e     | —            | Épreuve inexistante à cette date |
| Kontiolahti 2015        | 9e         | 74e    | —         | —                         | 12e    | —            | Épreuve inexistante à cette date |
| Holmenkollen 2016       | 40e        | 44e    | 29e       | —                         | 4e     | —            | Épreuve inexistante à cette date |
| Hochfilzen 2017         | 30e        | 39e    | 51e       | —                         | 7e     | —            | Épreuve inexistante à cette date |
| Östersund 2019          | 39e        | 34e    | DNS       | 13e                       | 7e     | —            | —                                |
| Antholz-Anterselva 2020 | 6e         | 28e    | 26e       | 4e                        | 7e     | —            | —                                |
| Pokljuka 2021           | 16e        | 30e    | 16e       | 22e                       | 6e     | —            | —                                |

Légende :
- : première place, médaille d'or
- : deuxième place, médaille d'argent
- : troisième place, médaille de bronze
- — : non disputée par Hojnisz
- DNS : n'a pas pris le départ

### Coupe du monde
- Meilleur classement général : 10e en 2019.
- 2 podiums individuels : une deuxième place et une troisième place[4].

Dernière mise à jour le 25 mars 2019

#### Classements en Coupe du monde
| Saison    | Individuel | Individuel | Sprint | Sprint   | Poursuite | Poursuite | Mass start | Mass start | Général | Général  |
| Saison    | Points     | Position   | Points | Position | Points    | Position  | Points     | Position   | Points  | Position |
| --------- | ---------- | ---------- | ------ | -------- | --------- | --------- | ---------- | ---------- | ------- | -------- |
| 2010-2011 | 20         | 47e        | 9      | 77e      | 1         | 77e       |            |            | 30      | 75e      |
| 2011-2012 | -          | -          | -      | nc       | 25        | 53e       |            |            | 25      | 70e      |
| 2012-2013 | -          | nc         | 81     | 33e      | 50        | 39e       | 48         | 32e        | 179     | 37e      |
| 2013-2014 | 30         | 22e        | 56     | 51e      | 66        | 41e       | -          | -          | 152     | 43e      |
| 2014-2015 | 72         | 13e        | 114    | 27e      | 58        | 36e       | 12         | 43e        | 256     | 29e      |
| 2015-2016 | 26         | 34e        | 119    | 24e      | 80        | 34e       | 81         | 21e        | 306     | 26e      |
| 2016-2017 | 47         | 21e        | 87     | 36e      | 67        | 38e       | 28         | 38e        | 229     | 36e      |
| 2017-2018 | -          | nc         | 7      | 82e      | 6         | 74e       | -          | -          | 13      | 82e      |
| 2018-2019 | 67         | 12e        | 238    | 6e       | 159       | 15e       | 104        | 18e        | 568     | 10e      |
| 2019-2020 | 96         | 7e         | 162    | 14e      | 91        | 19e       | 151        | 7e         | 500     | 12e      |
| 2020-2021 | 45         | 25e        | 78     | 41e      | 96        | 28e       | 18         | 43e        | 237     | 33e      |
| 2021-2022 | -          | nc         |        |          |           |           |            |            |         |          |

### Championnats d'Europe
| Édition / Épreuve   | Individuel                 | Sprint                     | Poursuite             | Relais                           | Relais mixte                     | Relais mixte simple              |
| ------------------- | -------------------------- | -------------------------- | --------------------- | -------------------------------- | -------------------------------- | -------------------------------- |
| Otepää 2010         | —                          | —                          | —                     | 7e                               | Épreuve inexistante à cette date | Épreuve inexistante à cette date |
| Ridnaun 2011        | —                          | —                          | —                     | 11e                              | Épreuve inexistante à cette date | Épreuve inexistante à cette date |
| Osrblie 2012        | —                          | —                          | —                     | 6e                               | Épreuve inexistante à cette date | Épreuve inexistante à cette date |
| Bansko 2013         | Médaille de bronze, Europe | Médaille de bronze, Europe | Médaille d'or, Europe | —                                | Épreuve inexistante à cette date | Épreuve inexistante à cette date |
| Otepää 2015         | 5e                         | 16e                        | DNF                   | 4e                               | Épreuve inexistante à cette date | Épreuve inexistante à cette date |
| Duszniki-Zdrój 2017 | —                          | 16e                        | 6e                    | Épreuve inexistante à cette date | —                                | —                                |
| Duszniki-Zdrój 2021 | Médaille d'or, Europe      | —                          | —                     | Épreuve inexistante à cette date | —                                | —                                |

Légende :
- : première place, médaille d'or
- : deuxième place, médaille d'argent
- : troisième place, médaille de bronze
- — : non disputée par Hojnisz
- : pas d'épreuve
- DNF : abandon

### Championnats du monde junior
| Épreuve / Édition                  | Individuel               | Sprint                    | Poursuite                 | Relais |
| Mondiaux 2007 Martell-Val Martello | 50e                      | 56e                       | 35e                       | 9e     |
| Mondiaux 2008 Ruhpolding           | 26e                      | 20e                       | 12e                       | 10e    |
| Mondiaux 2009 Canmore              | 34e                      | 17e                       | 25e                       | 7e     |
| Mondiaux 2010 Torsby               | 7e                       | Médaille de bronze, monde | Médaille de bronze, monde | 6e     |
| Mondiaux 2011 Nové Město           | 22e                      | 8e                        | 12e                       | 7e     |
| Mondiaux 2012 Kontiolahti          | Médaille d'argent, monde | 5e                        | 4e                        | 7e     |

### Universiades
- Trentin 2013 :
  -  Médaille d'argent du sprint.
  -  Médaille d'argent de la poursuite.

### Championnats d'Europe junior
- Médaille d'or de l'individuel en 2010.

### Championnats du monde de biathlon d'été
- Médaille d'or de la poursuite en 2011.
- Médaille d'argent du sprint en 2015.
- Médaille d'argent de la poursuite en 2015.
- Médaille d'argent du sprint en 2018.
- Médaille de bronze du sprint en 2011.
- Médaille de bronze du relais mixte en 2016.
- Médaille de bronze du relais mixte en 2018.